# Sonic Boom (série animada)
Sonic Boom é uma série de animação computadorizada franco-americana, produzido pela Technicolor Animation Productions (anteriomente OuiDO! Productions na temporada 1) e Sega of America, Inc., em colaboração com Lagardère Thématiques e Jeunesse TV, respectivamente, para os canais Canal J e Gulli.
A série foi baseada na franquia de jogos Sonic the Hedgehog, publicado pela Sega & Sonic Team, a série é a quinta série animada de televisão baseado na franquia (mas a segunda a ser co-produzida na França, após Sonic Underground), e a primeira a ser produzida em animação computadorizada e em alta definição.

## Enredo
Sonic, Tails, Amy, Knuckles e Sticks residem em Bygone Island e devem defender a aldeia sem nome em que vivem de várias ameaças, incluindo o cientista louco Dr. Eggman e suas criações robóticas.

## Elenco e Personagens Principais
A Sega confirmou vários dubladores e personagens para Sonic Boom no dia 25 de fevereiro de 2014. No dia 29 de maio de 2014, a Sega anunciou que Nika Futterman fará o papel de Sticks, uma texugo da selva, que se juntou à franquia como personagem principal.  Vários novos personagens também foram criados para a série, como o prefeito Fink, Castor Exigente e Perci. Jack Fletcher trabalha como diretor de voz do programa, um papel que ele também desempenha na série de videogames desde 2010.
- Sonic the Hedgehog (Voz original por Roger Craig Smith) (dublado por Manolo Rey) (dobrado por Gonçalo Carvalho): O líder dos heróis da série, um ouriço azul com super velocidade. Sonic tem boas intenções e é heroico, mas pode ser míope dos sentimentos dos outros e impaciente. Ele também gosta dos benefícios de ser um herói e não gosta de competições. Diferentemente da maioria das encarnações, a versão "Sonic Boom" do Sonic tem braços azuis e uma bandana marrom no pescoço e fita esportiva nos pulsos e sapatos.
- Miles "Tails" Prower (Voz original por por Colleen Villard) (dublado por Iara Riça: 1ª temporada Jéssica Vieira: 2ª temporada) (dobrado por Mónica Pedroto): Uma raposa amarela com duas caudas que é o melhor amigo e o braço-direito de Sonic. Nesta série, ele usa um cinto de ferramentas e atua como especialista em tecnologia e mecânica do grupo, assim como sua contraparte dos jogos. As invenções de Tails nem sempre funcionam como planejado, embora ele seja altamente confiante em suas habilidades. Ele mantém a mesma personalidade em geral : inteligente, versátil, astuto, doce e maduro; embora possa ser mais franco, sarcástico e mais abertamente cético.
- Amy Rose (Voz original por Cindy Robinson) (dublada por Ana Lucia Menezes) (dobrada por Cristina Basílio): Uma ouriço cor-de-rosa fêmea que é a mais animada do grupo. Amy empunha um martelo gigante em batalha. Como em outras séries, Amy tem uma queda por Sonic, mas parece ser mais cautelosa com isso do que outras versões de si mesma .Ela é o membro mais emocionalmente maduro do grupo, oferecendo bom senso quando o resto da equipe se empolga.
- Knuckles the Echidna (Voz original por Travis Willingham) (dublador por Leonardo Serrano) (dobrado por Guilherme Barroso): Um equidna vermelho e os músculos do Time Sonic, cuja reformulação para "Sonic Boom" é a mais drástica de qualquer personagem da Sega alterada para a série; Knuckles é consideravelmente mais alto que a maioria das versões do personagem, parece mais musculoso e usa fita de esportes em volta das mãos, em vez de luvas de boxe com cravos. Enquanto outras versões do Knuckles têm um histórico de ser ingênuo, está versão de Knuckles não tem noção e muitas vezes irrita seus companheiros de equipe.
- Sticks the Badger (Voz original por Nika Futterman) (Dublada por Mariana Torres) (dobrada por Adriana Moniz): Uma texugo hábil no uso de bumerangues provenientes da selva. Sticks é uma indivídua paranoica de hábitos selvagens, que gosta de vasculhar o lixo e observar objetos brilhantes. Embora ela às vezes pareça louca, sua loucura ocasionalmente se desvia para o gênio, permitindo que ela encontre soluções que ninguém mais poderia ter pensado.
- Dr. Ivo "Eggman" Robotnik (Voz original por Mike Pollock) (Dublado por Isaac Bardavid: 1ª temporada Hélio Ribeiro: 2ª temporada) (dobrado por Ricardo Monteiro): Um cientista louco que é o inimigo constante do Time Sonic e dos habitantes de Bygone Island, residindo em um covil ao largo da costa da ilha. Nesta série, Eggman é tipicamente retratado como sendo um palhaço, com seus esquemas sendo considerados irritantes e não ameaçadores. Às vezes, ele até parece estar em amizade com os heróis, embora isso geralmente leve a algum esquema em que ele tente derrotá-los. Suas ambições são conquistar a ilha para construir seu próprio parque temático.
- Orbot (Voz original por Kirk Thornton) (dublado por Eduardo Borgerth) (dobrado por Guilherme Barroso): Um robô vermelho em forma de esfera de Eggman. Ele é o franco, mais formal dos dois, muitas vezes sendo totalmente honesto, mesmo às custas de Eggman.
- Cubot (Voz original por Wally Wingert) (dublado por Filipe Albuquerque) (dobrado por Ricardo Monteiro): Um robô amarelo em forma de cubo de Eggman. Ele é o mais lento, mais idiota dos dois, muitas vezes entendendo mal o significado das declarações de outros personagens.

## Produção
A série estreou, nos EUA, no Cartoon Network em 8 de novembro de 2014.
Na França estreou no Canal J e no Gulli na França em 19 de novembro de 2014.
No Brasil estreou em 5 de junho de 2015 no Cartoon Network e em julho de 2017 estreiou na Netflix com novos episódios.
Em Portugal, em 12 de setembro de 2015 na SIC, em 30 de novembro de 2015 na SIC K, e está disponível na Netflix desde de 23 de dezembro de 2016.[carece de fontes?]
A série faz parte do spin-off Sonic Boom, que consiste na série de TV e dos jogos Rise of Lyric, Shattered Crystal e Fire & Ice, além da série em quadrinhos da Archie Comics, brinquedos lançados pela Tomy e dvds pela Universal Pictures.
Apesar do sucesso da sua série de TV, os dois primeiros jogos de videogame, Rise of Lyric e Shattered Crystal, receberam duras críticas e atualmente são considerados os piores jogos da série Sonic.
A série é desenvolvida por Evan Baily (ex-consultante de Lazy Town), Sandrine Nguyen e Donna Friedman Meir e escrita e produzida por Bill Freiberger (que escreveu episódios de The PJs, A Casa Animada e Os Simpsons) e Dave Polsky (que escreveu Todo mundo em Pânico 2 e alguns episódios de South Park e My Little Pony).

## Episódios
| Temporada | Temporada | Episódios | Exibição nos Estados Unidos | Exibição nos Estados Unidos | Exibição na França     | Exibição na França     | Exibição no Brasil                                                         | Exibição no Brasil                                                           | Exibição em Portugal                                        | Exibição em Portugal                                       |
| Temporada | Temporada | Episódios | Estreia                     | Final                       | Estreia                | Final                  | Estreia                                                                    | Final                                                                        | Estreia                                                     | Final                                                      |
| --------- | --------- | --------- | --------------------------- | --------------------------- | ---------------------- | ---------------------- | -------------------------------------------------------------------------- | ---------------------------------------------------------------------------- | ----------------------------------------------------------- | ---------------------------------------------------------- |
|           | 1         | 52        | 08 de novembro de 2014      | 14 de novembro de 2015      | 19 de novembro de 2014 | 20 de setembro de 2015 | 05 de junho de 2015 (Cartoon Network Brasil) 01 de julho de 2017 (Netflix) | 13 de maio de 2016 (Cartoon Network Brasil) 19 de dezembro de 2024 (Netflix) | 12 de setembro de 2015 (SIC) 30 de novembro de 2015 (SIC K) | 13 de dezembro de 2015 (SIC) 05 de outubro de 2017 (SIC K) |
|           | 2         | 52        | 29 de outubro de 2016       | 11 de novembro de 2017      | 08 de abril de 2017    | 04 de outubro de 2017  | 03 de janeiro de 2018 (Cartoon Network Brasil)                             | 19 de dezembro de 2018 (Cartoon Network Brasil)                              | 01 de outubro de 2017 (SIC) 05 de outubro de 2017 (SIC K)   | 05 de janeiro de 2018 (SIC K) 15 de abril de 2018 (SIC)    |

## Outras mídias

### Quadrinhos
Uma história em quadrinhos baseada na nova franquia por Archie Comics foi lançada a partir de outubro de 2014, com Ian Flynn como o escritor e Evan Stanley como o artista, semelhante a série de quadrinhos Sonic the Hedgehog da Archie. Várias questões também foram escritos de séries de TV showrunner Bill Freiberger. Jesse Schedeen da IGN avaliaram o primeiro número do comic um 7.2 de 10. Ele elogiou Flynn por não ter contado com humor na moda, moderno ou o diálogo na apresentação dos quadrinhos, é também apreciado o humor da quarta parede e "limpo, expressivo" estilo de arte. Schedeen fez, no entanto, encontrar o enredo "bastante incoerente" e possuir estrutura pouco coerente, e criticou Sticks, a quem considerava um dispositivo de exposição desnecessária. Os quadrinhos Sonic Boom foram destaque ao lado de outras séries de quadrinhos da Archie Comics, como Sonic the Hedgehog, Sonic Universe, e comics Mega Man, bem como vários outros série de videogames Sega e Capcom como parte do 2015 o Sonic / Mega Man cruzado "Mundos Unite", com edições # 8 - # 10 formando as partes 2, 6 e 10 da história. A série foi concluída com a sua 11ª edição em setembro de 2015, embora histórias com os personagens continuam a ser impresso como parte dos livros de Sonic Super Digest e Sonic Super Revista Especial.

### Jogos
Um par de jogos de vídeo que servem como um prequel para a série foram lançados para os sistemas Wii U e Nintendo 3DS em novembro de 2014. A versão Wii U, Sonic Boom: Rise of Lyric, foi desenvolvido pela Big Red Button Entretenimento, e versão 3DS , Sonic Boom: Shattered Crystal, por Sanzaru Games. Os jogos foram anunciados ao lado de primeiro trailer da série de TV 'em 06 de fevereiro de 2014 e servir como prequels para a série. Rise of Lyric vê tuges de controle alternam entre Sonic, Tails, Knuckles, Amy e. O jogo utiliza cada uma das habilidades: Sonic sua velocidade , ", Knuckles força, Tails voo  e Amy agilidade; e modo permitindo  dois jogadores  para jogar cooperativamente e competitivamente quatro jogadores. Cristal quebrado permite aos jogadores controlar Sonic, Tails, Knuckles, e Sticks e coloca mais ênfase em plataformas e quebra-cabeças que o aumento mais orientada para a aventura de Lyric. Em 20 de Junho, de 2014, foi confirmado que ambos os jogos será lançado em 18 de dezembro no Japão sob o nome do Sonic Toon. Um terceiro jogo, Fire & Ice, será lançado para Nintendo 3DS em 2016. o Sonic Dash 2: Sonic Boom, um follow-up para o Sonic Dash, foi lançado em dispositivos Android em 1 de Julho de 2015. Crítico agregador Metacritic resposta ascensão atribuído de Lyric uma pontuação de aprovação de 32%, com base em 28 avaliações, indicando "Geralmente comentários desfavoráveis". Cristal quebrado recebeu uma pontuação total de 47%, com base em 21 comentários.

## Exibição internacional
| País                  | Emissora                                             | Estreia                                       |
| --------------------- | ---------------------------------------------------- | --------------------------------------------- |
| Estados Unidos        | Cartoon Network                                      | 08 de novembro de 2014                        |
| Estados Unidos        | Boomerang                                            | 07 de setembro de 2015 07 de setembro de 2014 |
| França                | Canal J                                              | 19 de novembro de 2014                        |
| França                | Gulli                                                | 19 de novembro de 2014                        |
| França                | Toonami                                              | 30 de agosto de 2015                          |
| Bélgica               | La Trois                                             | 04 de abril de 2015                           |
| Austrália             | Cartoon Network (Australia e Nova Zelândia) Nine GO! | 04 de abril de 2015                           |
| China                 | Cartoon Network China                                | 11 de abril de 2015                           |
| Reino Unido · Irlanda | Boomerang Reino Unido Pop Max                        | 01 de junho de 2015                           |
| Brasil                | Cartoon Network Brasil                               | 05 de junho de 2015                           |
| Brasil                | Netflix                                              | 02 de julho de 2017                           |
| América Latina        | Cartoon Network América Latina                       | 6 de junho de 2015                            |
| América Latina        | Netflix                                              | 23 de dezembro de 2016 27 de dezembro de 2015 |
| Portugal              | SIC                                                  | 12 de setembro de 2015                        |
| Portugal              | SIC K                                                | 30 de novembro de 2015                        |
| Portugal              | Netflix                                              | 23 de dezembro de 2016                        |
| Canadá                | Family Chrgd                                         | 24 de setembro de 2015                        |
| Hungria               | Megamax                                              | 06 de novembro de 2015                        |
| Roménia               | Megamax                                              | 07 de novembro de 2015                        |
| Chéquia               | Megamax                                              | novembro de 2015                              |
| Eslováquia            | Megamax                                              | novembro de 2015                              |
| Itália                | K2                                                   | 09 de novembro de 2015                        |
| Polónia               | teleTOON+                                            | 14 de dezembro de 2015                        |
| Países Baixos         | Nickelodeon                                          | 05 de março de 2016                           |
| Alemanha              | Nickelodeon                                          | 04 de julho de 2016                           |
| Suíça                 | Nickelodeon                                          | 19 de junho de 2016                           |
| Turquia               | MinikaGO                                             | 01 de abril de 2016                           |
| Finlândia             | Nelonen Nappula Ruutu+ Lapset                        | 05 de abril de 2016                           |
| Espanha               | Clan Super3 (Catalunha)[carece de fontes?]           | 11 de abril de 2016                           |
| Mundo árabe           | Cartoon Network Árabe Spacetoon                      | 7 de agosto 2015 outubro 2017                 |
| Japão                 | Netflix                                              | 1 de julho de 2017                            |